# Syngonanthus jenmanii
Syngonanthus jenmanii là một loài thực vật có hoa trong họ Eriocaulaceae. Loài này được (Gleason) Giul. & Hensold miêu tả khoa học đầu tiên năm 1991.